# Tossal de Mirapallars i Urgell
El Tossal de Mirapallars i Urgell o, simplement Tossal de Mirapallars, és una muntanya de 1.672 metres que es troba entre els municipis de Vilanova de Meià a la Noguera, i Gavet de la Conca (a l'antic terme de Sant Salvador de Toló i Llimiana al Pallars Jussà.
Aquest cim està inclòs al llistat dels 100 cims de la FEEC.

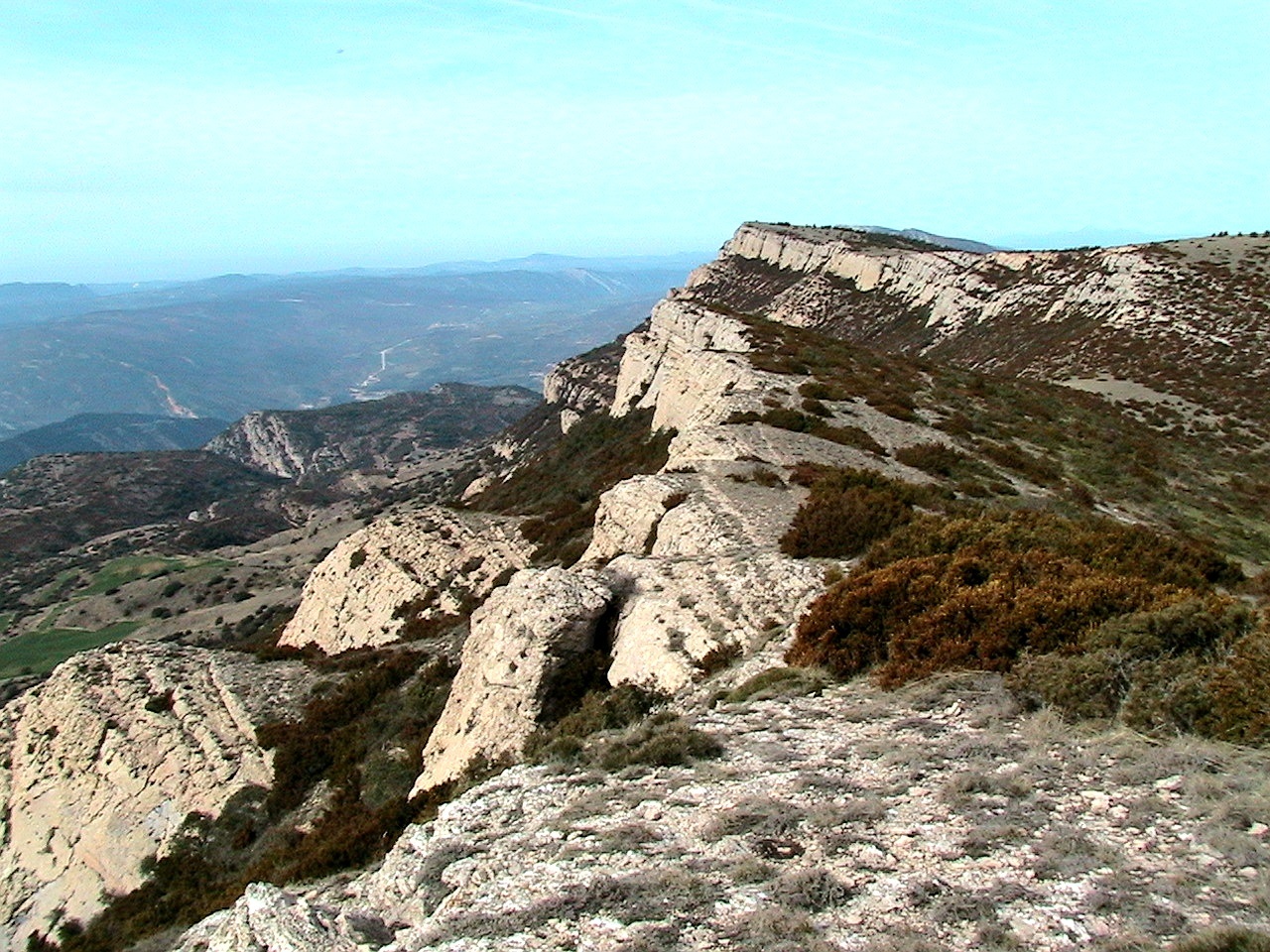
Des del cim del Tossal, cap a ponent: regitzell de cingles fins al Tossal de les Torretes, al final.